# باد اندورف
باد اندورف (به آلمانی: Bad Endorf) یک شهر در آلمان است که در بایرن واقع شده‌است.

## خصوصیات
باد اندورف ۴۰٫۱۱ کیلومترمربع مساحت دارد ۵۲۵-۶۰۰ متر بالاتر از سطح دریا واقع شده‌است.